# Водомірка звичайна
Водомірка звичайна (Gerris lacustris) — вид водяних клопів родини водомірок (Gerridae).

## Географічне поширення
Вид досить поширений по всій Європі та Північній Африці на схід до Сибіру та Китаю. Трапляється майже на всіх типах стоячих водойм середнього та малого розміру. Населяє також води з повільною течією, з низьким рН і слабосолоні води.

## Зовнішній вигляд
Хижа комаха, завдовжки близько 15 мм. Тіло тонке, коричнево-сірого кольору. Голова невелика, з великими очима. На кінцях ніг є чутливі волоски, що реагують на брижі на воді. Пересувається поверхнею води, використовуючи задні ноги як кермо; передніми ж ногами клоп захоплює комах, що померли або потрапили у воду, якими харчується. Відчуваючи небезпеку, комаха здатна швидко відскакувати від подразника. Має крила.